# Chmelnytskyopstand

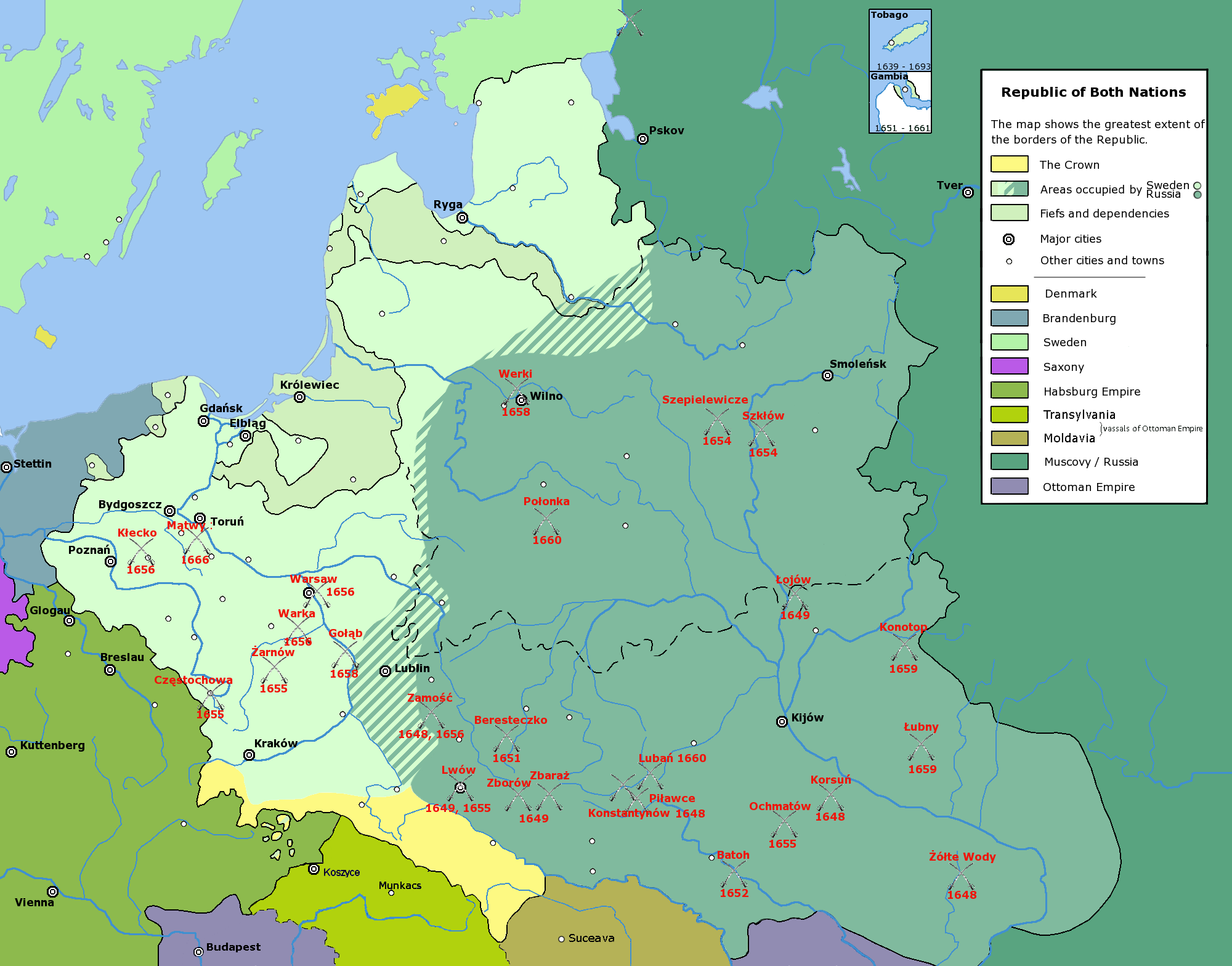
Kaart die het gebied toont dat bezet was door Zweden, Rusland, Brandenburg en de Kozakken van Chmelnytsky.

De Chmelnytskyopstand (ook: Chmielnickiopstand volgens de Poolse transcriptie) is de naam van een burgeroorlog die tussen 1648 en 1654 werd gevoerd in het Pools-Litouwse Gemenebest. Tijdens deze oorlog stonden de troepen die het Gemenebest trouw waren gebleven tegenover Oekraïense Kozakken die geleid werden door Bohdan Chmelnytsky. Uiteindelijk verloor het Gemenebest niet alleen grondgebied aan Rusland maar het verzwakte ook op het moment dat Zweden het land binnenviel: de 'Zweedse Zondvloed'.

## Achtergrond
Eeuwenlang na de totstandkoming van het Gemenebest voelde de bevolking van Roethenië zich onderdrukt door de Poolse szlachta (adel), katholieke priesters en joodse handelaren. De voorspoed door export van graan had geleid tot de verspreiding van het lijfeigenschap en onderdrukking van de boerenbevolking. Hoewel de Roetheense adel alle rechten hadden, namen ze de Poolse cultuur al snel over en bekeerden zich tot het Katholicisme, omdat dat een hogere status gaf. En zo raakte de adel vervreemd van het gewone volk, temeer daar ze hun traditionele rol als verdedigers van de orthodoxie verloren en lieten overnemen door de Kozakken; de opkomst van de Contrareformatie verslechterde de relatie tussen de orthodoxe en katholieke kerk. Na de Unie van Brest in 1596 werd de Geünieerde kerk (Oekraïense Katholieke kerk) opgericht en werd de orthodoxie, die de massa's trouw bleven, vervolgd. Van de religieuze tolerantie, wat het kenmerk was geweest van het Gemenebest in haar hoogtijdagen bleef weinig over. Omdat ze niet bereid waren zich met de details van het bestuur te bemoeien, lieten de Poolse magnaten vaak joodse handelaren optreden als tussenpersoon (rentmeesters) bij transacties met de boeren van Oekraïne. De magnaten verkochten of verhuurden bepaalde privileges aan de Joden voor een vast bedrag en terwijl ze zich vermaakten aan het hof lieten ze de joodse licentiehouders zich de haat van de onderdrukte en lijdende boeren op de hals halen.

## De rol van Chmelnytsky
Verbittering heeft waarschijnlijk een rol gespeeld bij de beslissing van Chmelnytsky om Oekraïne te ontdoen van Poolse en Roetheense magnaten en Joden.
Binnen enkele maanden na het begin van de naar hem genoemde opstand waren vrijwel alle Poolse edelen, beambten en priesters omgebracht of uit Oekraïne verdreven. Vooral onder de Joden waren de verliezen zwaar want zij waren van het szlachta-regime het talrijkst en het makkelijkst te vangen. Chmelnytsky vertelde dat de Polen hen als slaven 'in de handen van de vervloekte Joden' hadden verkocht. Met die woorden als strijdkreet slachtten de Kozakken in de jaren 1648-1649 een enorm aantal Joden af. Het precieze aantal doden is niet bekend, maar de schattingen lopen uiteen van minimaal 50.000 tot honderdduizenden doden onder de Joden, waarschijnlijk 56.000 doden. Driehonderd joodse gemeenschappen werden volkomen vernietigd. Het totale aantal doden in het Gemenebest als gevolg van de opstand bedroeg meer dan een miljoen. Bij represailles werden duizenden Kozakken en hen steunende boeren vermoord.

## De opstand
Deze gebeurtenissen luidden een aantal campagnes in (die samenvielen met de periode die bekendstaat als de Zweedse Zondvloed) die Oekraïne tijdelijk bevrijdde van de Poolse overheersing maar die eindigden met de overheersing ervan door Rusland. Successen bij Zjovti Vody, de slag bij Korsun en de slag bij Pilavtsi (in het Pools resp. Żółte Wody, Korsuń, and Piławce) tegen Hetman Mikołaj Potocki leidden ertoe dat Chmelnytsky door de Poolse koning werd afgekocht en bij het verdrag van Zborov vele privileges voor de Kozakken verwierf. Na het hervatten van de vijandelijkheden echter werden de troepen van Chmelnytsky door hun voormalige bondgenoten de Krimtataren verraden. In 1651 leden ze een zware nederlaag in de slag bij Beresteczko waarna ze bij Bila Tserkva (Biała Cerkiew) gedwongen werden een zeer nadelig verdrag te accepteren. Een jaar later namen de Kozakken wraak in de slag bij Batoh.

## De Joden en de opstand
De historicus Jacob Rader Marcus vatte de situatie als volgt samen:
"In 1654 keerde het naburige Rusland zich tegen Polen en een jaar daarna stroomden de Zweden het land vanuit het noorden binnen en al die groepen, de inheemse Polen incluis, slachtten overal in het land de weerloze Joden af." (The Jew in the Medieval World, 1896).
De Ooggetuigenkroniek meldt:
Waar ze de szlachta, beambten van de koning of Joden ook vonden, ze doodden hen allemaal; vrouwen en kinderen werden niet gespaard.
Ze plunderden de landgoederen van de Joden en edelen, brandden de kerken af en vermoordden hun priesters zonder maar iets intact te laten."
De schattingen van het aantal doden als gevolg van de Chmelnytskyopstand lopen uiteen. De historicus Subtelny schrijft in zijn veel geprezen boek Ukraine: A History (p. 127–128):
"Vooral onder de Joden waren de verliezen zwaar want zij waren van het szlachta-regime het talrijkst en het makkelijkst te vangen. Tussen 1648 en 1656 werden tienduizenden Joden - gezien het gebrek aan betrouwbare gegevens is het onmogelijk nauwkeuriger cijfers te geven - door de rebellen omgebracht en tot op heden wordt de Chmelnytskyopstand door Joden als een van de meest traumatische gebeurtenissen uit hun geschiedenis beschouwd. Schattingen van het aantal tijdens de opstand vermoorde Joden zijn in de geschiedschrijving over deze gebeurtenis enorm overdreven. Volgens B. Weinryb zou het totale aantal verliezen dat in Joodse verslagen wordt genoemd tussen de 2,4 en 3,3 miljoen liggen, duidelijk een fantastisch aantal. Weinryb noemt de schattingen van S. Ettinger over het aantal Joden dat in het gebied woonde waar de opstand plaatsvond - ongeveer 50.000. Zie B. Weinryb, "The Hebrew Chronicles on Bohdan Khmelnytsky and the Cossack-Polish War," Harvard Ukrainian Studies 1 (1977): 153-77. Hoewel er veel Joden zijn omgekomen waren de verliezen niet zo afgrijselijk hoog als vaak wordt beweerd."
De andere uiterste schattingen in academische bronnen gaan uit van enkele honderdduizenden doden. Eén bron, The Jew in the Modern World (Oxford University Press), stelt dat er tijdens de opstand honderdduizenden Joden omkwamen en volgens één getuige waren er 
744 gemeenschappen vernietigd. Terwijl de Jewish Encyclopedia het aantal van 744 verwoeste gemeenschappen als 'onbetrouwbaar' afdoet beschouwt hij bronnen die 500.000 doden noemen als 'gezaghebbend'.
Volgens 'Grensland' van Ruslandkenner en historicus M. Jansen kunnen er zeker enkele tienduizenden joodse slachtoffers zijn geweest.

## De nasleep
Verzwakt door de oorlogen haalde Chmelnytsky de Kozakken in 1654 ertoe over een bondgenootschap te sluiten met de Russische tsaar in het Verdrag van Perejaslav, waardoor Oekraïne bij Rusland werd ingelijfd. Het Gemenebest bleef wel proberen weer invloed op de Kozakken te krijgen (bijvoorbeeld het verdrag van Hadiach van 1658), maar de Kozakken werden steeds trouwere onderdanen van Moskovië. Het Gemenebest verzwakte steeds meer en de Kozakken integreerden steeds meer in het Russische rijk, waar ze staatsprivileges hadden gekregen in ruil voor hun autonomie. Tegen de tijd dat de Poolse delingen in 1785 een eind maakten aan het Gemenebest hadden veel Kozakken Oekraïne al verlaten om de Koeban te koloniseren.